# 杉浦菜留
杉浦 菜留（すぎうら なる、2000年7月23日 - ）は、愛知県出身の女子競輪選手。日本競輪選手会愛知支部所属、ホームバンクは豊橋競輪場。日本競輪選手養成所第118期生。師匠は鈴木伸之（87期）。

## 経歴
父の勧めでガールズサマーキャンプに参加、岡崎城西高等学校入学後は自転車競技部を自ら創設し、2018年全国高校選抜500mタイムトライアル7位、2018年インターハイ女子ケイリン3位という実績を残した。
2019年1月17日、競輪学校第118回技能試験に合格。在校競走成績は8位（13勝）。
2020年5月15日、広島競輪場でデビューし5着。初勝利は同年5月17日の広島競輪場で挙げた。
2021年7月11日、松阪FIIで初優勝。